# Atheta laevana
Atheta laevana är en skalbaggsart som först beskrevs av Étienne Mulsant och Claudius Rey 1852.  Atheta laevana ingår i släktet Atheta, och familjen kortvingar. Arten är reproducerande i Sverige.